# Kunio Nagayama
Kunio Nagayama (jap. 永山 邦夫, Nagayama Kunio; * 16. September 1970 in der Präfektur Kanagawa) ist ein ehemaliger japanischer Fußballspieler.

## Karriere
Nagayama erlernte das Fußballspielen in der Jugendmannschaft von Nissan Motors. Dort unterschrieb er 1898 auch seinen ersten Vertrag. Der Verein spielte in der höchsten Liga des Landes, der Japan Soccer League. Mit dem Verein wurde er 1989/90 japanischer Meister. Mit Gründung der Profiliga J.League 1992 und der damit verbundenen Neuorganisation des japanischen Fußballs wurde der Nissan Motors zu Yokohama Marinos (heute: Yokohama F. Marinos). Mit dem Verein wurde er 1995 und 2003 japanischer Meister. Für den Verein absolvierte er 196 Erstligaspiele. Ende 2003 beendete er seine Karriere als Fußballspieler.

## Erfolge
Nissan Motors/Yokohama F. Marinos
- Japan Soccer League

Meister: 1989/90
Vizemeister: 1990/91, 1991/92
- J1 League

Meister: 1995, 2003
Vizemeister: 2000, 2002
- JSL Cup

Sieger: 1989, 1990
- J.League Cup

Sieger: 2001
- Kaiserpokal

Sieger: 1989, 1991, 1992
Finalist: 1990